# Cairo Stadium Indoor Halls Complex
Cairo Stadium Indoor Halls Complex er en indendørs multiarena i Kairo, Egypten, med plads til 17.000 tilskuere til håndboldkampe. Hovedhallen bruges til flere forskellige events og sport, som basketball, håndbold, volleyball, fester, internationale konferencer og messer.
I arenaen bliver benyttet under VM i håndbold 2021 for mænd, hvor gruppekampe, slutspilskampe og finalen skal spilles i.